# هيربرت لندن
هيربرت لندن (بالإنجليزية: Herbert London)‏‏ (1939 - 2018) ناشط يميني يهودي أمريكي، وهو أيضًا بروفيسور وأكاديمي. يرأس مركز لندن للسياسات، وعضو في مجلس العلاقات الخارجية من الداعمين للسياسات الإسرائيلية، وحق إسرائيل في الوجود.

## النشأة
ولد هيربرت لندن في بروكلين، نيويورك، عام 1939 وارتاد جامعة كولومبيا التي تخرج منها 1960. كان من ضمن فريق كرة السلة بسبب طوله وكنه توقف عن اللعب بسبب اصابة منعته.
وكان معلماً للدراسات الاجتماعية في المدارس الثانوية وحصل على الدكتوراه في جامعة نيويورك في عام 1966.

## حياته المهنية
شغل هيربرت لندن منصب البروفيسور في العلوم الإنسانية في جامعة نيويورك. هناك كان مسؤولا عن إنشاء مدرسة جالاتين للدراسات الفردية في عام 1972 وكان عميد لها حتى عام 1992. وقد نظمت هذه المدرسة لتعزيز دراسة ما يسمى بالكتب العظيمة والنصوص الكلاسيكية.
كان رئيساً لمعهد هيدسون من عام 1997 حتى عام 2011، وهو حاليا الرئيس الفخري للمعهد. وكان واحدا من القضاة الأحداث البشرية عن العشرة كتب الأكثر ضررا من القرنين التاسع عشر والعشرين. بعد أن تم تجميع هذه القائمة، قدم هيربرت مقابلة في ما يخص تلك القائمة، وسبب اختياره له وحكمه عليها.

## مواقفه السياسية
توصف مواقف هيربرت بالتشدد والعنصرية، يعده البعض من يمين اليمين الأمريكي، عارض إنشاء المركز الإسلامي قرب مركز التجارة العالمي، له مواقف يصف فيها الإسلام بالرجعية والتطرف، كما يصف الإخوان المسلمون بأنهم حركة اصولية متطرفة 
له موقف واضع من دعم عبد الفتاح السيسي، في لقاء مع قناة صدى البلد، وصف دور الجندي المخلص في حماية إسرائيل
يقول هيربرت لندن في أحد مقالاته عن مصر: «رغم وصف الكثيرين لما يجري في مصر بأنه انقلاب، لكنه ليس كذلك، فهو تأييد لإرادة الشعب» ويضيف: «أن محمد مرسي أراد أسلمة الدولة رغم تنوعها الثقافي والديني، كما أراد التعاون مع باكستان وإيران ودعم حركة حماس واراد إلغاء معاهدة السلام مع إسرائيل المستمرة منذ أكثر من 30 عاماً»